# Sachertorte

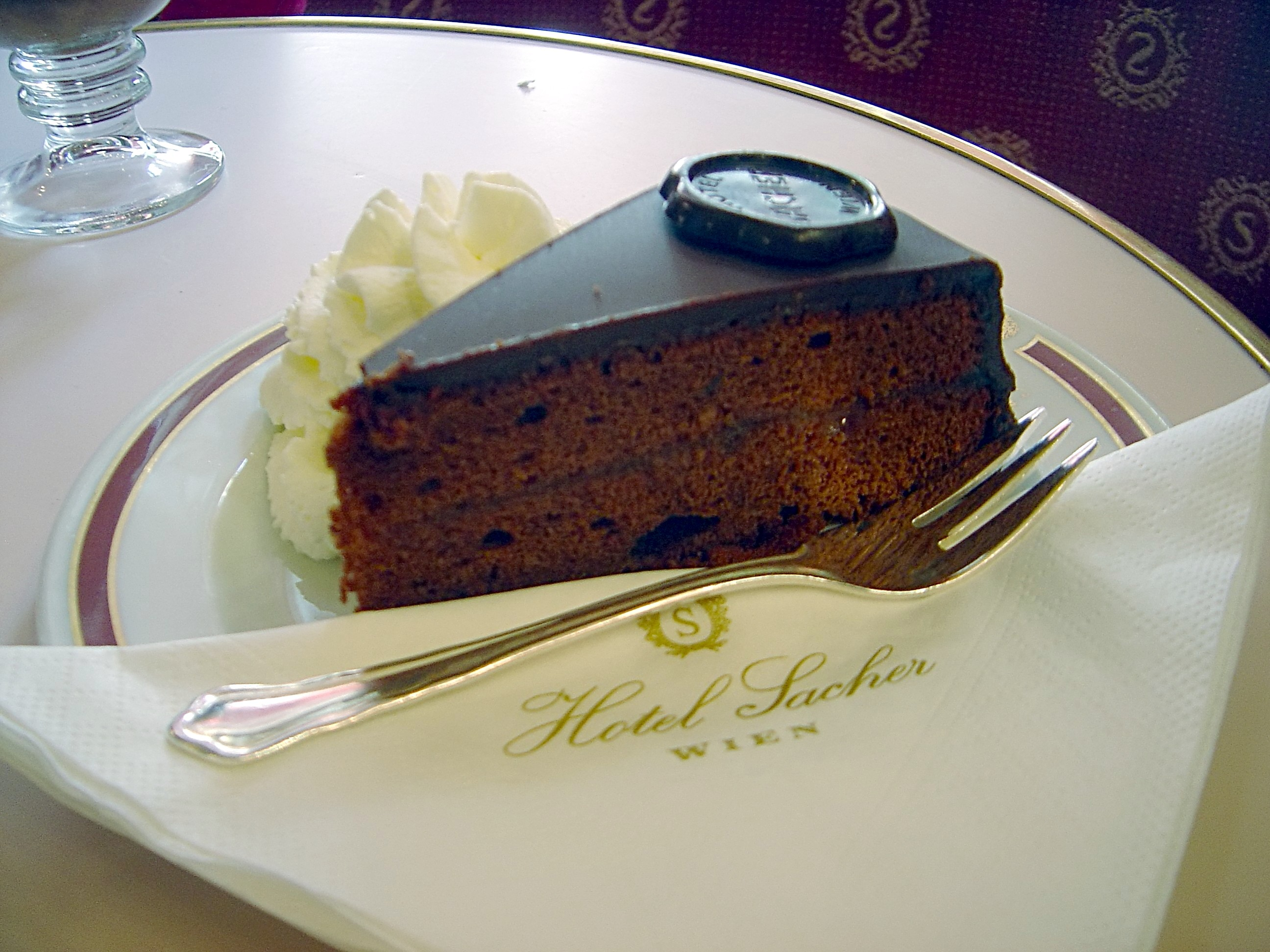
Sachertorte do Hotel Sacher, Viena

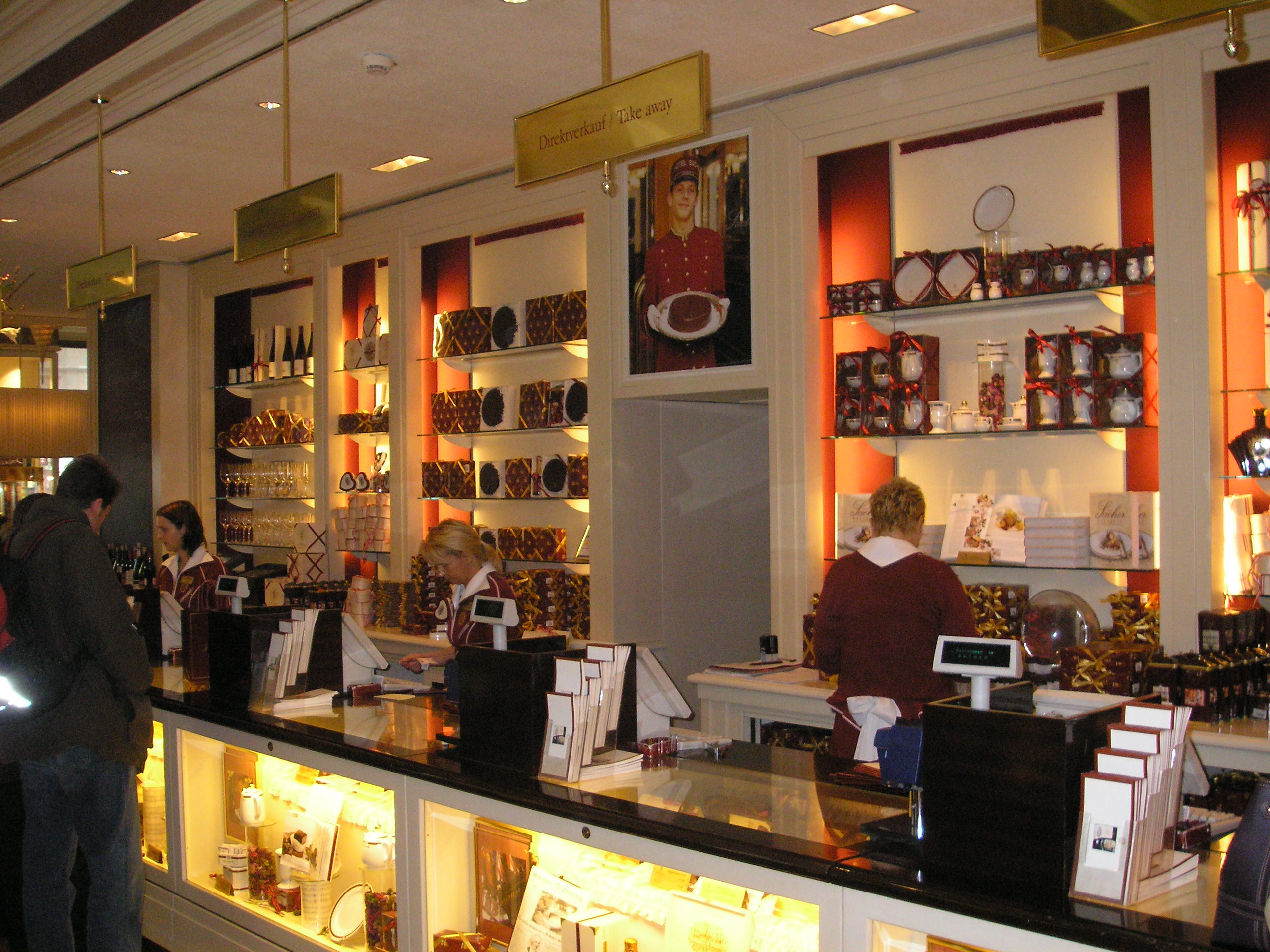
Interior de loja de Sachertorte

Sachertorte é um bolo de chocolate, inventado por Franz Sacher em 1832 para príncipe Metternich em Viena, capital da Áustria. É uma das mais famosas especialidades gastronómicas da cidade.

## Composição
O bolo consiste de duas camadas de massa de chocolate, não excessivamente doce, com uma pequena camada de compota de alperce no meio e uma cobertura de chocolate negro, com lascas de chocolate em cima e dos lados. É tradicionalmente servida com chantili (Schlagsahne, na Alemanha; Schlagobers, na Áustria), sendo considerada pela maior parte dos vieneses como sendo demasiado "seca" para ser consumida simples.
A marca registada "Original Sachertorte" foi registada pelo Hotel Sacher, construído em 1876, pelo filho de Franz Sacher. A receita é um segredo bem guardado. Até 1965, o Hotel Sacher envolveu-se num litígio nos tribunais com a pastelaria Demel, que também produzira também um bolo chamado "Original Sachertorte". Circularam inúmeras anedotas a explicar como a Demel conseguira a receita. O bolo desta última é hoje conhecido por "Demels Sachertorte". A diferença deste para o original é que a camada de compota de alperce é colocada directamente sob a cobertura de chocolate e não no meio.
Existem diversas receitas que tentam copiar o bolo original. Por exemplo, no evento cultural "Graz-Kulturhauptstadt 2003", foi apresentada a "Sacher-Masoch-Torte" (aludindo a Leopold von Sacher-Masoch), um bolo que se distingue por usar compota de groselha e maçapão.
No Hotel Sacher de Viena são produzidas cerca de 270 000 unidades todos os anos.

## Menções à Sachertorte
- Na série televisiva infantil Rua Sésamo, o conde refere-se à sua condessa como "minha pequenina Sachertorte", antes de entoar a sua canção.
- em Itália, a Sachertorte é muito conhecida também porque Nanni Moretti no seu filme Bianca (1984), lhe faz referência. O próprio Moretti chamou Sacher Film à sua casa de produção de cinema fundada em 1987.
- No livro Codename Villanelle: No Tomorrow, a protagonista come uma fatia na Áustria.